# Пуцов (потік)
Пуцов (словац. Pucov) — річка в Словаччині, ліва притока Орави, протікає в окрузі Дольни Кубін.
Довжина приблизно 9.0-9.5 км. Витік знаходиться в масиві Оравська Верховина — на висоті близько 760—765 метрів. Протікає територією сіл Осадка; Медзібродіє над Оравоу і Пуцов.
Впадає в Ораву на висоті приблизно 485—490 метрів.